# Telegrafia harmònica
La telegrafia harmònica (també coneguda com a telegrafia acústica) és un procediment de transmissió en el qual mitjançant la utilització de tons de diferent freqüència en la banda vocal, es pot utilitzar un circuit telefònic per enviar múltiples comunicacions telegràfiques simultànies.
La telegrafia harmònica utilitza la multiplexació per divisió de freqüència per seccionar la banda d'un canal telefònic clàssic (300 a 3400 Hz) en un nombre determinat de canals telegràfics generalment comprès entre 6 i 24. Per cadascun d'aquests canals s'envia una portadora (to de freqüència vocal) que al mateix temps és modulada en amplitud o per desplaçament de freqüència.
L'amplitud major o menor de banda assignada a cada canal ve imposat per la velocitat de transmissió (taxa de bauds o baud rate) degut a que ha de treballar el circuit telegràfic constituït per ell. A major velocitat hi haurà major amplitud de banda, per tant, si la velocitat de transmissió és de 50 bauds es pot transmetre per 24 canals telegràfics, mentre que si la velocitat és de 300 bauds només es podrà transmetre per 6 canals.
Després de la incorporació dels mitjans digitals de transmissió a les xarxes de telecomunicacions, la telegrafia harmònica va caure pràcticament en desús juntament amb els sistemes de transmissió analògics, als quals anava associat aquest procediment de transmissió.
Alguns dels inventors que van treballar en la telegrafia acústica van ser Charles Bourseul, Thomas Edison, Elisha Gray i Alexander Graham Bell. Els seus avenços tecnològics en el desenvolupament de la telegrafia acústica, per reduir el cost del servei telegràfic, van conduir a l'invenció del telèfon.

## Patents
- Telegrafia harmònica a l'USPTO (anglès) -- Millora dels transmisors i receptors de telegrafs elèctrics - Alexander Graham Bell, expedit el 6 d'abril de 1875
- Telegrafia harmònica a l'USPTO (anglès) -- Telegrama elèctric per transmetre tons musicals - Elisha Gray, expedit el 27 de juliol de 1875; Reedición # 8559 Jan. 28, 1879;
- Telegrafia harmònica a l'USPTO (anglès) -- Millora de telègrafs electro-harmonics-Elisha Gray, expedit el 15 de febrer de 1876
- Telegrafia harmònica a l'USPTO (anglès) -- Telegrama Acústic-Thomas Edison, expedit el 10 d'octubre de 1876
- Telegrafia harmònica a l'USPTO (anglès) -- Telègrafs elèctrics acústics-Thomas Edison, expedit el 16 de gener de 1877
- Telegrafia harmònica a l'USPTO (anglès) -- Telègrafs Acústics-Thomas Edison, expedit el 5 de març de 1878
- Telegrafia harmònica a l'USPTO (anglès) -- Circuits per telègrafs acústics o telefònics - Thomas Edison, expedit el 30 d'abril de 1878
- Telegrafia harmònica a l'USPTO (anglès) -- Telegrama Acústic-Thomas Edison, expedit el 7 de desembre de 1880

Les cinc patents d'Edison van ser assignades a Western Union Telegraph Company de Nova York.